# Серваловая генета
Серваловая генета, или серваловая генетта (Genetta servalina) — хищник семейства виверровых. Внешне похожа на других генет.
Об образе жизни известно очень мало.
Выделяются по меньшей мере два подвида: 
- Подвид G. s. lowei. Долгое время последней известной находкой была одна шкура, добытая в 1932 году в Танзании. Только в 2000 году была поймана живая особь.

- Занзибарский подвид (G. s. archeri) стал известен в 1995 году по черепу и шкуре. В 2003 году были получены фотографии нескольких живых особей.

Гребнистая генета (Genetta cristata) также иногда считается подвидом серваловой.